# Kjongvon
Kjongvon (hangul: 경원군, Kjongvon-kun, handzsa: 慶源郡, RR: Kyŏngwŏn-kun, ’ünnepforrás’) régebbi, 1977 és 2005 között használatos nevén Szebjol (hangul: 새별군, Szebjol-kun, handzsa: 새별郡, RR: Saebyŏl-kun, ’új csillag’) megye Észak-Koreában, Észak-Hamgjong (Hamgyŏng) tartományban.

## Földrajza
Nyugatról Onszong (Onsŏng) megye és Hörjong (Hoeryŏng) városa, délről Kjonghung (Kyŏnghŭng) megye, keletről és északról pedig a Tumen (koreaiul: Tuman) túlpartján Kína Csilin (Jilin) tartománya határolja.
Legmagasabb pontja az 1040 méter magas Csungszan (증산; 甑山, Chŭngsan).

## Közigazgatása
1 községből (up (ŭp)), 21 faluból (ri (ri)) és 3 munkásnegyedből (rodongdzsagu (rodongjagu)) áll:
| - Kjongvon-up (경원읍; 慶源邑, Kyŏngwŏn-ŭp) - Kumdong-ri (금동리; 金洞里, Kŭmdong-ri) - Nongpho-ri (농포리; 農圃里, Nongp'o-ri) - Tongnim-ri (동림리; 東林里, Tongnim-ri) - Rjangdong-ri (량동리; 良洞里, Ryangdong-ri) - Rjonggje-ri (룡계리; 龍溪里, Ryonggye-ri) - Rjongnam-ri (룡남리; 龍南里, Ryongnam-ri) - Rjongdang-ri (룡당리; 龍堂里, Ryongdang-ri) - Rjongmun-ri (룡문리; 龍門里, Ryongmun-ri) - Rjongsin-ri (룡신리; 龍新里, Ryongsin-ri) - Rjonghjon-ri (룡현리; 龍峴里, Ryonghyŏn-ri) - Rjudaszom-ri (류다섬리; 柳多섬里, Ryudasŏm-ri) - Pongszan-ri (봉산리; 鳳山里, Pongsan-ri) | - Szaszu-ri (사수리; 沙水里, Sasu-ri) - Szongne-ri (성내리; 城內里, Sŏngnae-ri) - Singon-ri (신건리; 新乾里, Sin'gŏn-ri) - Anvon-ri (안원리; 安原里, Anwŏn-ri) - Jonszan-ri (연산리; 硯山里, Yŏnsan-ri) - Csongszan-ri (종산리; 鍾山里, Chongsan-ri) - Csungjong-ri (중영리; 中榮里, Chungyŏng-ri) - Huszok-ri (후석리; 厚石里, Husŏk-ri) - Hunjung-ri (훈융리; 訓戎里, Hunyung-ri) - Kogonvon-rodongdzsagu (고건원로동자구; 古乾原勞動者區, Kogŏnwŏn-rodongjagu) - Rjongbuk-rodongdzsagu (룡북로동자구; 龍北勞動者區, Ryongbuk-rodongjagu) - Hamjon-rodongdzsagu (하면로동자구; 下面勞動者區, Hamyŏn-rodongjagu) |

## Gazdaság
Kjongvon (Kyŏngwŏn) megye gazdasága főként bányászatra, azon belül is feketekőszén-kitermelésre épül. Emellett lényegesen kisebb fajsúlyú ágazatai: papírgyártás, porcelángyártás, bútorgyártás, textilipar. Bár a mezőgazdaság nem kifejezetten fontos része a megye gazdaságának, kukoricatermesztés és burgonyatermesztés is folyik.

## Oktatás
Kjongvon (Kyŏngwŏn) megye ismeretlen számú oktatási intézménynek, köztük egy ipari egyetemnek, egy szénkitermelési főiskolának és egy mezőgazdasági főiskolának ad otthont.

## Egészségügy
A megye ismeretlen számú egészségügyi intézménnyel rendelkezik, köztük egy megyei szintű kórházzal, helyi kórházakkal és prevenciós intézményekkel.

## Közlekedés
A megye közutakon a szomszédos megyék felől közelíthető meg. A megye vasúti kapcsolattal rendelkezik, a Hambuk (Hambuk) vasútvonal része.